# Coorte

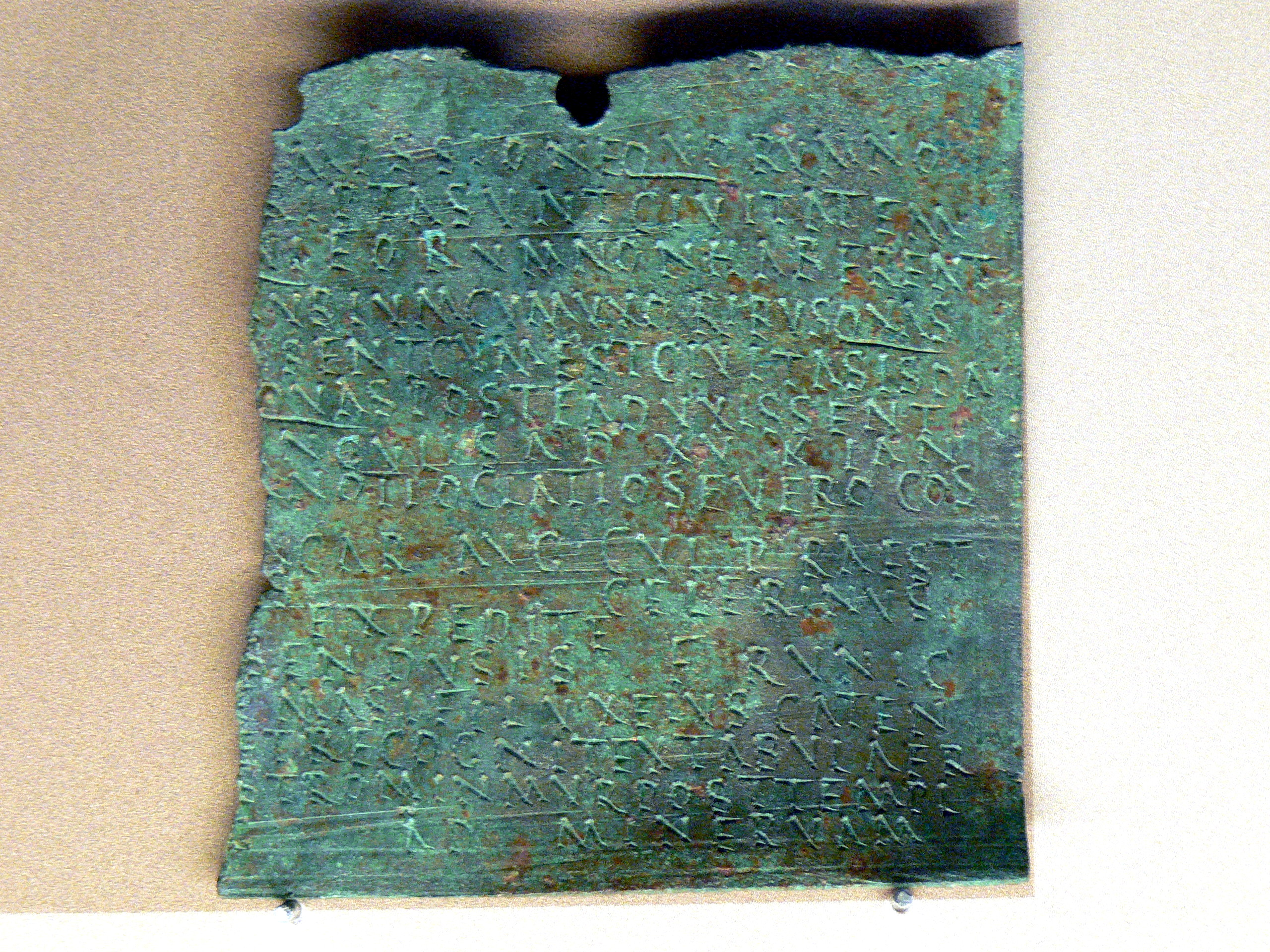
Certificado militar romano dispensando o soldado Victor estacionado em Quintana (actual Künzing) como membro da coorte V de Bracara Augusta (actual Braga), datado 18.12.160 Museum Quintana, Künzing

As coortes (em latim: cohors)) eram subdivisões de uma legião romana. Uma legião romana constava de 10 coortes, numeradas de I a X. Uma coorte era composta por 3 manípulos; cada manípulo era formado por duas centúrias. Em campo de batalha, as coortes se organizavam em três linhas, chamadas hastados, príncipes e triários, de acordo com a experiência e habilidade dos legionários.  Os mais jovens e inexperientes formavam a primeira linha, enquanto os mais experientes integravam a terceira linha.
Com as reformas de Caio Mário, a coorte reincorporou o manípulo como unidade tática, e todos os soldados foram equipados e treinados da mesma maneira. A necessidade de dividir o exército romano em partes menores, para a guarda-leal, surgiu com a conquista de novos territórios: para controlar rapidamente toda a pátria-ou-soberania, o exército precisava ser bem administrado e onipresente em todos os cantos do então vasto Império Romano. Para isto, não se poderia ter apenas um líder militar para todo o exército: era necessário dividir o exército entre vários líderes menores que apresentassem liderança, lealdade, honra, confiança no dever, que foram inicialmente denominados "tribunos-militares da coorte" e mais tarde "conde da Coorte".